# Сарони, Наполеон
Наполеон Сарони (англ. Napoleon Sarony; 1821 — 9 ноября 1896) — американский фотограф и литограф. Имел чрезвычайную популярность, особенно известны его фотопортреты артистов американского театра конца XIX века.

## Биография
Родился в Квебеке в 1821 году, примерно в 1836 году переехал в Нью-Йорк. Работал художником для Currier and Ives.
В 1843 году вместе с Джеймсом Мейджером основал собственную литографическую фирму «Сарони и Мейджер».
В 1845 году Джеймса Мейджера в качестве партнёра сменил Генри Б. Мейджер, фирма, не меняя названия, просуществовала до 1853 года.
С 1853 по 1857 фирма носила наименование «Сарони и компания», а с 1857 по 1867 «Сарони, Мейджер и Кнап».
Сарони покинул фирму в 1867 и основал фотографическую студию на Юнион-сквер, 37. В то время фотографирование было модной причудой. Фотографы платили за позирование знаменитостям, а потом получали право на распространение снимков. По слухам, Сарони платил известной актрисе Саре Бернар до 1 500 долларов за право сфотографировать её. Похоронен на кладбище Грин-Вуд в Бруклине.

## Известные работы
Сфотографировал Уильяма Шермана за несколько лет до его смерти

## Галерея фоторабот

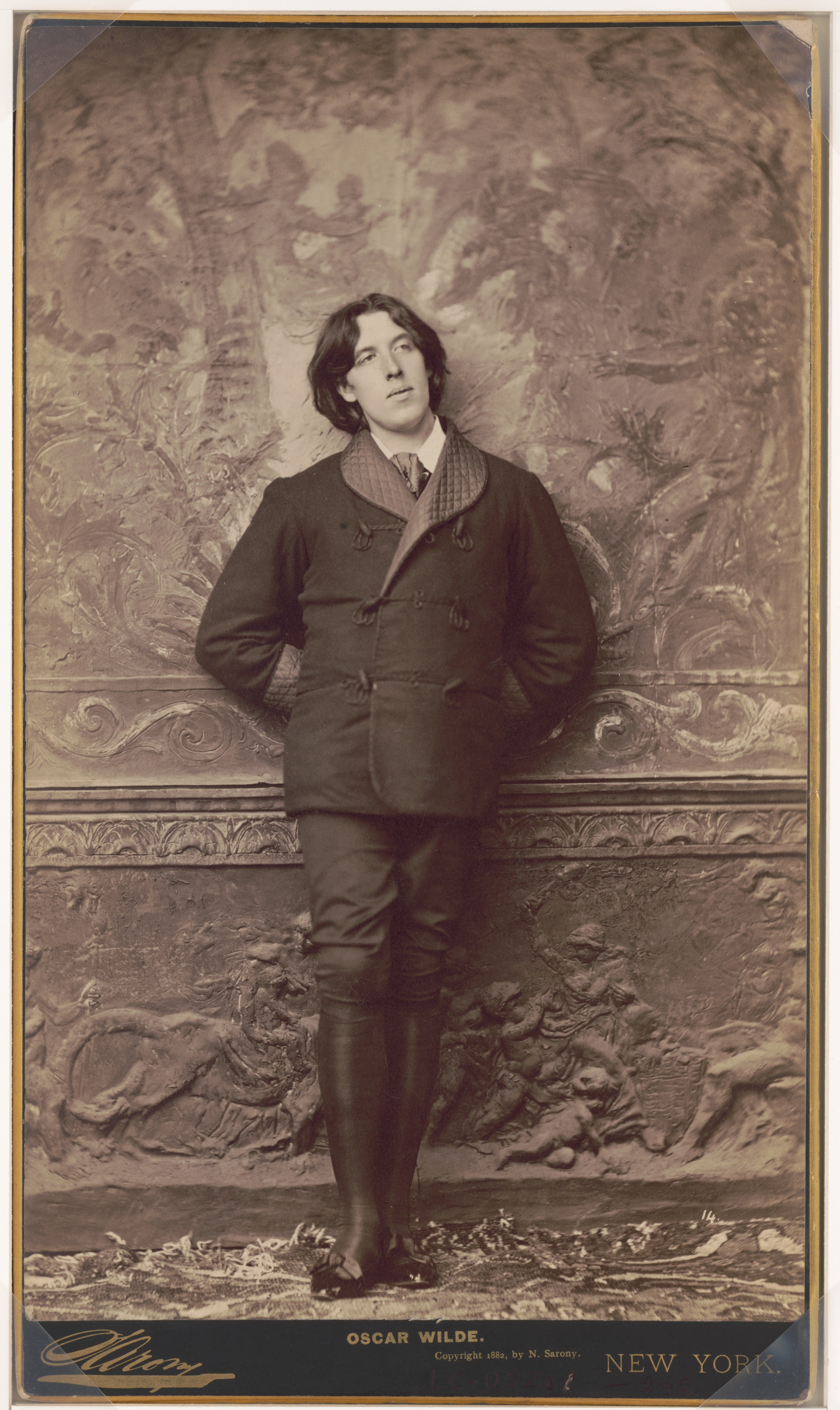
Оскар Уайльд
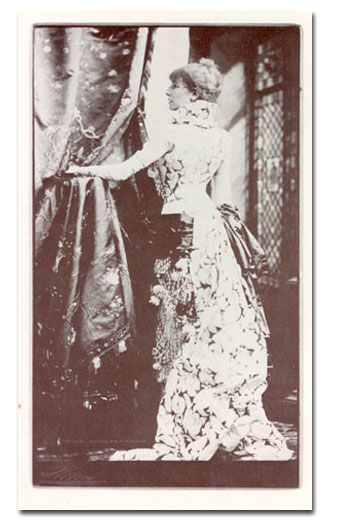
Актриса Сара Бернар
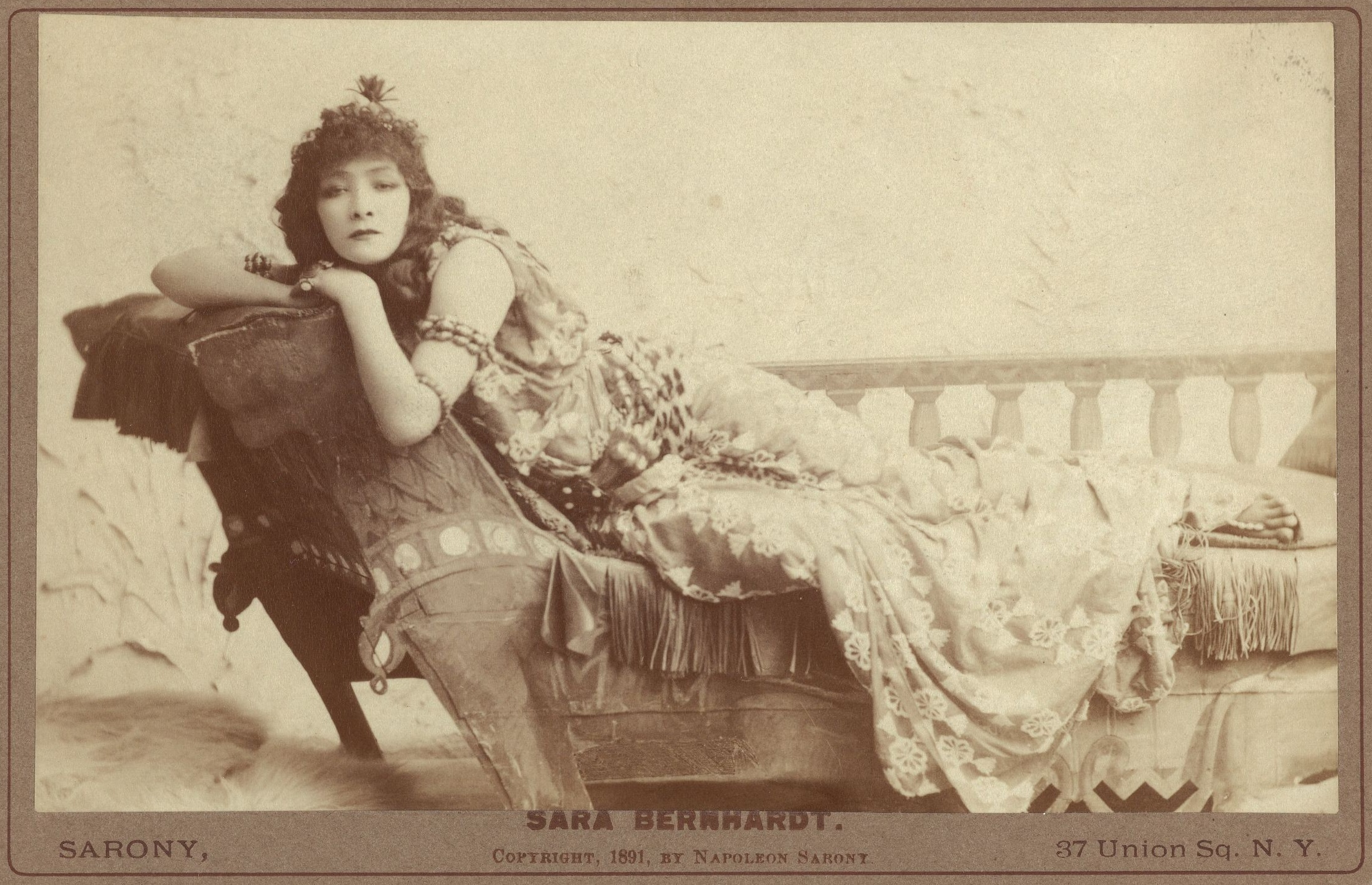
Сара Бернар в роли Клеопатры 1891
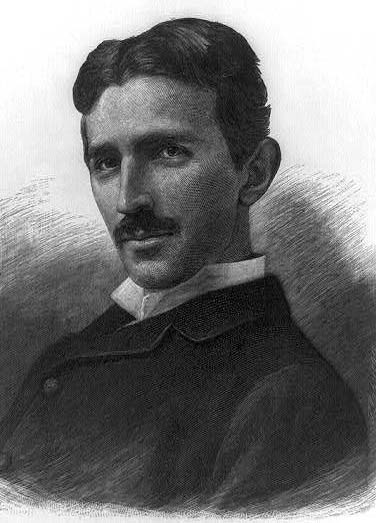
Никола Тесла
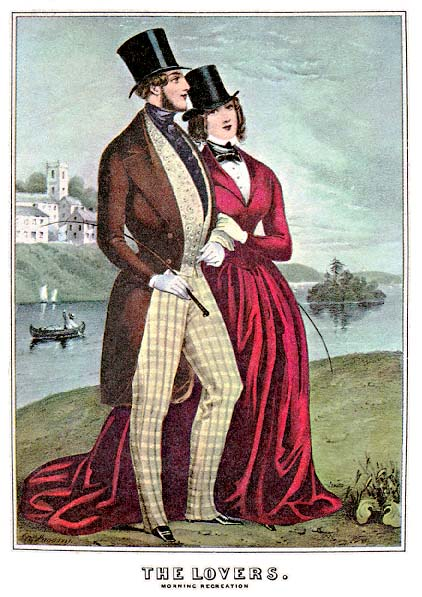
карточка 1850
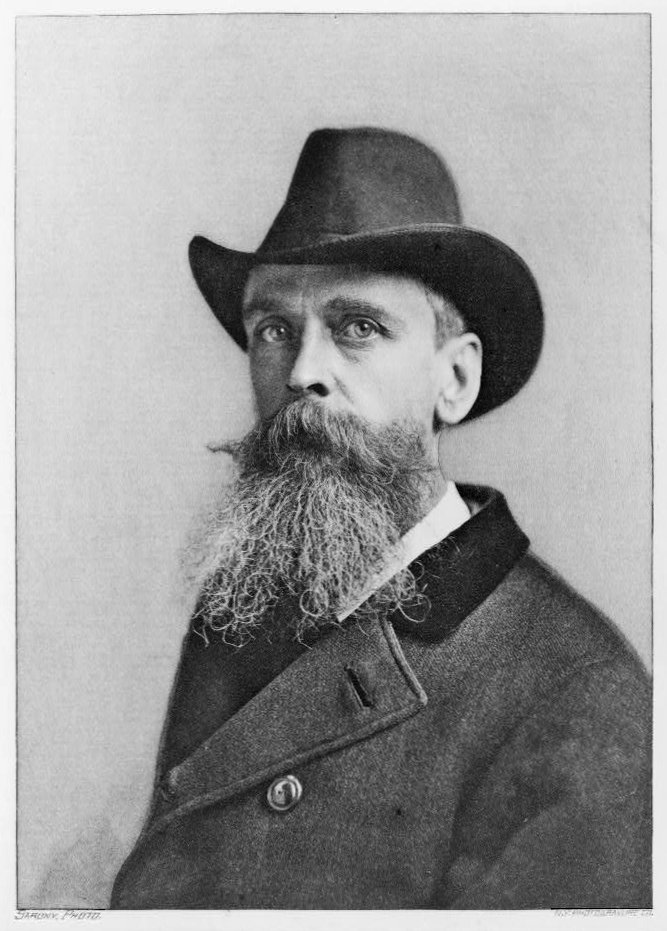
Художник Томас Моран 1890—1896
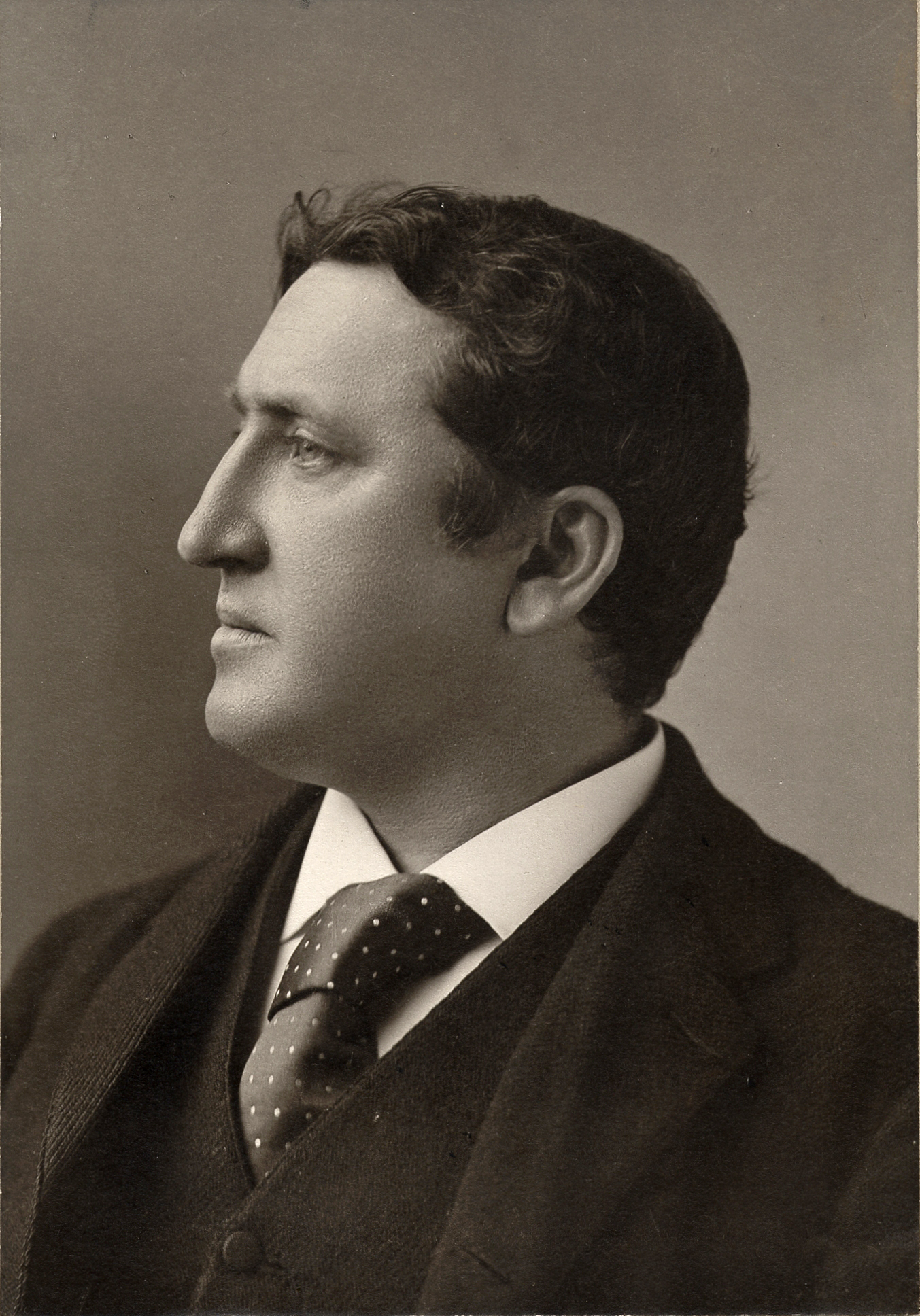
Ханекер, Джеймс, 1890
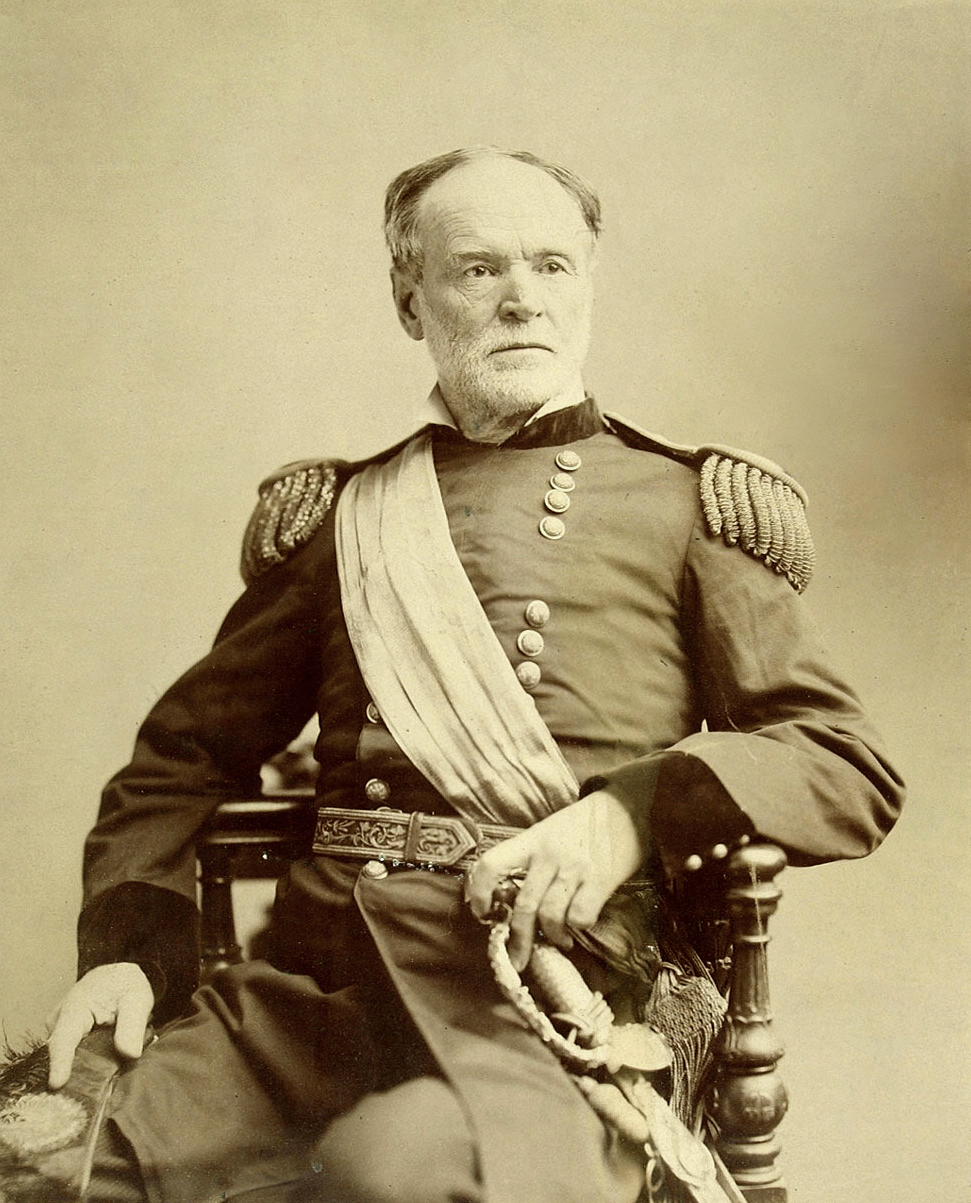
Уильям Шерман, 1888